# メグたんって魔法つかえるの?
『メグたんって魔法つかえるの?』（メグたんってまほうつかえるの?）は、日本テレビで2012年7月8日から12月23日まで日曜日1時25分 - 1時40分（土曜日深夜）（2012年9月30日までは1時20分 - 1時35分）に放送されていたテレビドラマ。

## 概要
小嶋陽菜（当時AKB48）にとって約4年ぶり3本目の連続ドラマ主演作（単独としては初主演作）。脚本と監督を務める福田雄一は、2012年1月クール・4月クールに放送されていた『ミューズの鏡』に続いての起用となる。『ミューズの鏡』の指原莉乃（当時HKT48）に続いて、2作連続でAKB48メンバーが主演を果たしている。

## あらすじ
人間界に修業に来た魔法使いのメグビーは魔法学校の劣等生。王様の命令によって「ろくでも荘」というアパートに管理人兼お世話係として働くことになった。そこで立派に仕事をやり遂げることができたら魔女の世界に戻ることができるが、魔法使いであることがばれたら二度と戻れない。メグは、住人たちのトラブルや相談事をつたない魔法で解決を試み、その度にうっかり自分が魔法使いだと話してしまう。そして、パンチラを見せて相手の記憶を失わせてしまうのである。

## キャスト
カッコ内は番組オープニングで表記されるニックネーム。

### 主要人物
メグビー / 遠山 恵（メグたん） - 小嶋陽菜（AKB48）
本作の主人公。劣等生の魔法使い。「ろくでも荘」の管理人兼世話係。毎回いろいろな失敗を魔法で解決し自らその正体を明らかにしてしまう。料理は相当下手で、魔法で綺麗に修正して出している。
鴨下 おさむ（先生） - ムロツヨシ
司法試験浪人15年目。メグたんという愛称の発案者。イベントを発案する事が多い。メグたん相手に度々激しい妄想をすることがある。
岩崎 たまえ（お嬢） - 池谷のぶえ
花嫁修業20年目。ダイエット中。面倒見が良いが、怒らせると尋常でない状態になる。先生と喧嘩友達。ストーリー紹介で女性にはメグたんのパンチラの効果が徐々に効かなくなる旨が記述されていたが、結局そういう展開はなかった。
江田 剛（ガッテン） - 音尾琢真（TEAM NACS）
就職活動中。肉体労働のバイトをしている。色々と土産を買ってくる。
成瀬 寛人（ヒロト） - 中村倫也
大学浪人生。予備校に通いつつ、夜中も勉強している。メグたんが好きで初期話数ではほぼ毎回メグたんと見つめあっていた。

### ゲスト
せんとくん（第2話）
奈良県のマスコットキャラクター。メグたんがヒロトと間違えて魔法で奈良から呼び寄せる。
サトちゃん（第2話）
佐藤製薬のマスコットキャラクター。メグたんがヒロトと間違えて魔法で薬局の店頭から呼び寄せる。
向田 マキ（第6話） - 指原莉乃（HKT48）
『ミューズの鏡』の主役。出前のバイト中に、空腹のために倒れたところを食材の買出し中のメグたんに助けられる。本編の最後に村岡希美のナレーションによる『劇場版 ミューズの鏡〜マイプリティドール〜』の告知が行われた。
お蕎麦屋さん（第6話） - 太田恭輔
メグたんとマキが訪れた蕎麦屋の店員。
まゆたん（第19話） - 渡辺麻友（AKB48）
メグたんの妹で、同じく魔女。悪戯好き。

### その他
王様 - 平田広明（第1話、第23話、各話回想）
メグたんを一人前の魔女にするため、人間界に行かせる。第1話冒頭でアニメで登場した後（魔法の国の描写はすべてアニメーション）、回想で声のみ登場。第23話では思いやりのある一人前の魔女に成長したメグたんを迎えに来たが、ろくでも荘の住人の懇願に折れて彼らから自分の記憶を消して去る。
ブスメグたん（第13話、第22話） - 上地春奈
ヒロトとキスしようとしたメグたんが、王様の魔法で変身させられてしまった姿。沖縄弁でテンション高め。パンチラを見せることで記憶は消せないが嘔吐させることができる。
ナレーション - 平田広明

## スタッフ
- 監督・脚本：福田雄一
- 脚本協力：大平尚志・向田邦彦
- 助監督：久保田博紀・高島一希
- 作曲：石田勝範
- 編曲：瀬川英史
- 選曲：小西善行
- 効果：荒川望
- ナレーション：平田広明
- フードコーディネーター：五十嵐京子
- 衣装・デザイン：神波憲人
- アニメーション：加藤和博
- CG：中口岳樹
- チーフプロデューサー：面高直子
- プロデューサー：毛利忍・齋藤匠・遠藤弘子
- AP：興石将大・小宮有加里
- 企画プロデュース：秋元康
- 企画協力：窪田康志（AKS）・佐野裕一（田辺音楽出版）
- 「メグたんって魔法つかえるの?」製作委員会：小林将高・茶ノ前香・佐藤麻衣・森川愛
- 製作協力：acro
- 企画製作：日本テレビ
- 製作著作：「メグたんって魔法つかえるの?」製作委員会（D.N.ドリームパートナーズ・VAP）

## 主題歌
- ノースリーブス「いーんじゃね?」（EPICレコード） - 作詞：秋元康 / 作曲・編曲：井上ヨシマサ

## ネット局
- 琉球放送（TBS系列）：2013年4月は放送休止
  - 2012年12月1日 - 2013年3月30日、土曜 6:45 - 7:00
  - 2013年5月24日 - 6月28日、金曜 25:40 - 25:55

## エピソード
- 主演の小嶋は、本作の放送期間中に開催された『AKB48 29thシングル選抜じゃんけん大会』本戦において、3回戦の対戦時に本作の「メグたん」の衣装で臨んだ。AKB48メンバーで唯一の全シングル表題曲選抜入り継続となるベスト16をかけて臨んだものの、梅田彩佳に敗れ選抜入り継続は28作で途切れた。対戦直後、小嶋は「魔法でこの負けを消したい」と衣装のスカートをめくり「パンチラ」を披露した[3]。

## 映像作品
- メグたんって魔法つかえるの? DVD-BOX 初回限定豪華版（2013年3月22日、バップ） EAN 4988021109123
- メグたんって魔法つかえるの? DVD-BOX 通常版（2013年3月22日、バップ） EAN 4988021109130